# Khoa học năm 1543
Năm 1543 trong khoa học và công nghệ đánh dấu khởi đầu của cuộc cách mạng khoa học tại châu Âu và bao gồm nhiều sự kiện, một vài trong số đó được liệt kê dưới đây.

## Thiên văn học
- Nicolaus Copernicus đăng De revolutionibus orbium coelestium (Về những cuộc cách mạng của Thiên Cầu) trong Nuremberg, đưa ra những tranh luận về toán học hoàn toàn trừu tượng cho sự tồn tại của vũ trụ nhật tâm.

## Toán học
- Robert Recorde đăng The Grounde of Artes, teaching the Worke and Practise of Arithmeticke, both in whole numbers and fractions, một trong những quyển sách giáo khoa cơ bản về số học đầu tiên được xuất bản bằng tiếng Anh và quyển đầu tiên bao gồm đại số. Nó sẽ trải qua khoảng bốn mươi năm lần tái bản trong một thế kỷ rưỡi tiếp theo.[2]
- Niccolò Fontana Tartaglia đăng một bản dịch của Elements (Các Nguyên Tố) của Euclid sang tiếng Ý, bản đầu tiên được dịch ra bất kì ngôn ngữ châu Âu hiện đại nào.

## Y học

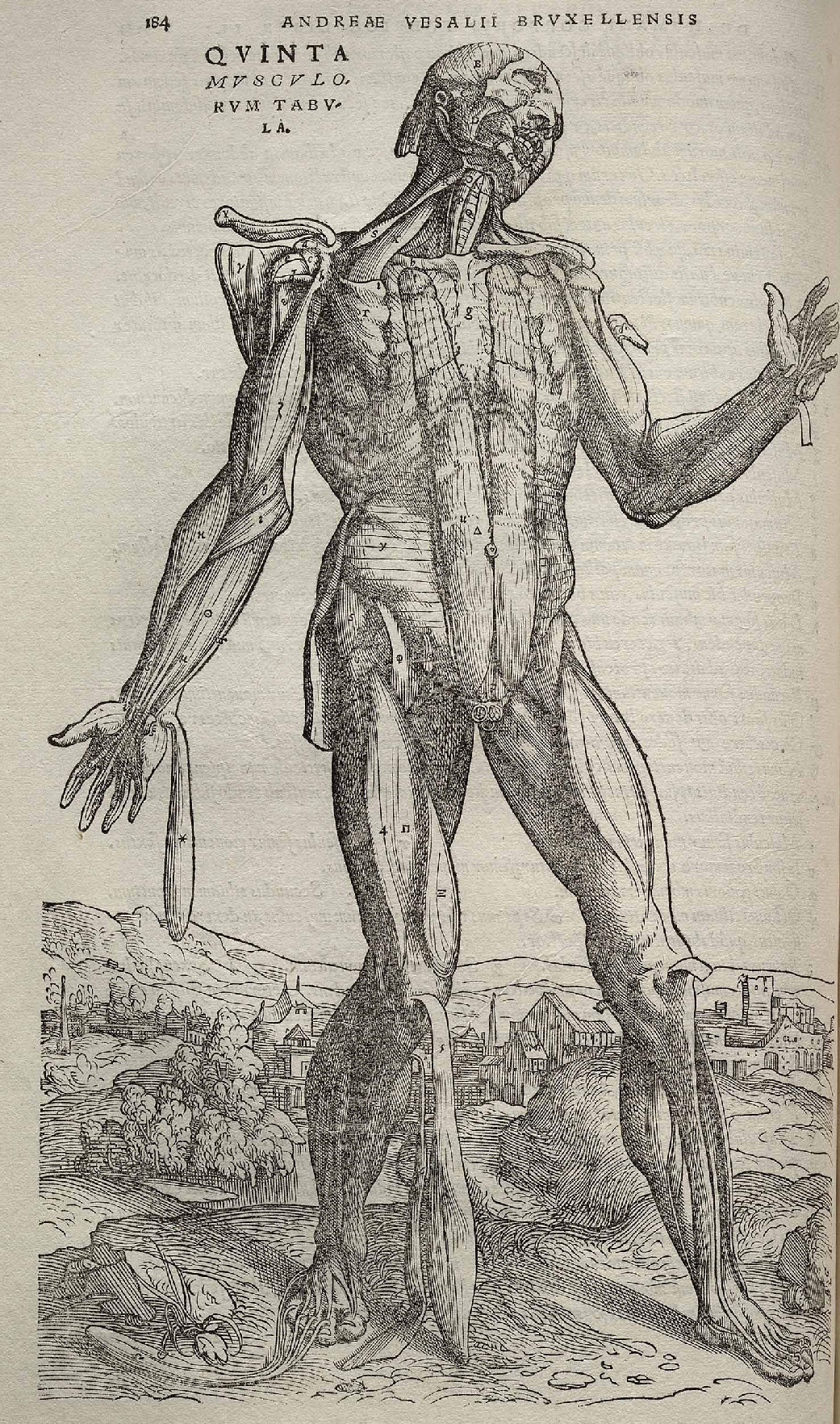
Hình minh họa từ De humani corporis fabrica

- Andreas Vesalius đăng De humani corporis fabrica (Về Kết cấu của Cơ thể con người), được minh họa bởi Jan van Calcar, lên Basel, cách mạng hóa nền khoa học giải phẫu cơ thể người. Nó bao gồm một bản tường thuật của cuộc thực nghiệm mở khí quản thành công cho hô hấp nhân tạo trên một con chó thí nghiệm.

## Công nghệ
- Ralf Hogge, làm việc cho Rev. William Levett, đúc đại bác sắt bằng lò hơi tại Sussex Weald, nước Anh.[3]
- Ngọn hải đăng của Genoa hoàn thành dưới hình dạng hiện tại.[4]

## Sinh
- Domenico Fontana (mất 1607), là một kiến trúc sư sinh ra tại Thụy Sĩ.[5]
- William Clowes (mất 1604), là một bác sĩ phẫu thuật người Anh.

## Mất
- 3 tháng 1 – Juan Rodriguez Cabrillo (sinh khoảng năm 1499), nhà thám hiểm người Bồ Đào Nha.
- 24 tháng 5 – Nicolaus Copernicus (sinh năm 1473), nhà thiên văn học người Ba Lan.